# Emilie da Fonseca
Emilie da Fonseca Muller, senare Bratz, född 31 december 1803 (några källor uppger 1806) i Köpenhamn, död 8 maj 1884 i Kristiania, var en norsk (ursprungligen dansk) skådespelare och operasångare. Hon tillhörde de första av sin yrkesgrupp i Norge, och nämns också bland de främsta artisterna på Norges nationalscen under din samtid.

## Biografi
Dotter till Abraham da Fonseca (ca. 1776–1849) och Marie Sofie Kiærskou (1784–1863). Hon och den yngre systern, Ida Henriette, utbildades av Giuseppe Siboni, sångmästare vid Köpenhamns Opera och elev till Rossini. Hon debuterade som Susanna i Figaros bröllop vid Operan i Köpenhamn i oktober 1827 och anställdes där samma år med sin syster Ida. 
Hon lämnade Köpenhamn 1831 för att inte stå i skuggan av sin syster Ida och anställdes vid den nygrundade Christiania Offentlige Theater i Oslo i Norge. Hon uppträdde även vid konserter arrangerade av det musikaliska sällskap som just då arrangerade uppförandet av enskilda scener ur berömda operor i Oslo. 
Hon sjöng arior ur Semiramide, La donna del lago, Tancredi, L’Italiana in Algeri, La gazza ladra, Aureliano in Palmira och Barberaren i Sevilla. Tancredi sattes upp för henne på Christiania Teater 1838.
Gift med den danska konstnären Ludvig Wilhelm Theodor Bratz.